# Rickmansworth
Rickmansworth es una localidad situada en el condado de Hertfordshire, en Inglaterra (Reino Unido), con una población estimada a mediados de 2016 de 25 325 habitantes.
Se encuentra ubicada al suroeste de la región Este de Inglaterra, al noroeste de Londres, a 4 millas de la ciudad de Watford y a 25 millas de distancia de Hertford, la capital del condado.